# 伊西德羅卡薩諾瓦

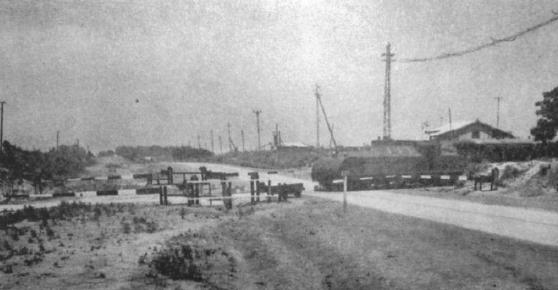
1939年的伊西德羅卡薩諾瓦

伊西德羅卡薩諾瓦是阿根廷的城鎮，位於該國東部，由布宜諾斯艾利斯省負責管轄，始建於1911年5月15日，海拔高度14米，2001年人口131,981，人口密度每平方公里6,800人。

## 外部連結
- （西班牙文） Centro de Estudios Históricos de Isidro Casanova
- （西班牙文） Club Almirante Brown （页面存档备份，存于）